# Чемихин, Анатолий Федотович
Анатолий Федотович Чемихин — советский хозяйственный и государственный деятель, лауреат Государственной премии СССР за выдающиеся достижения в труде.

## Биография
Родился в 1941 году в деревне Енинское. Член КПСС.
Окончил Рязанское техническое училище номер 3 по специальности «токарь».
В 1960—1965 годах — токарь Рязанского станкостроительного завода.
В 1965 году — ученик модельщика Рязанского завода тяжелого кузнечно-прессового оборудования.
В 1965—2000 годах — модельщик, бригадир модельщиков модельного цеха завода «Центролит».
За большой личный вклад в совершенствование выпускаемой техники, внедрение прогрессивных технологических процессов был в составе коллектива удостоен Государственной премии СССР за выдающиеся достижения в труде 1984 года.
Жил в Рязани.

## Награды
- Орден Октябрьской Революции
- Орден Трудового Красного Знамени (1974)